# علوم شناختی در ایران
اکنون  می توان سید حسین محمدی نجم  را پدر علوم شناختی در ایران نام برد اما در ادامه باید بدانیم  تلاش‌های اولیه، برای معرفی رشته علوم شناختی در کشور ایران، توسط دکتر کارو لوکاس استاد دانشگاه تهران صورت گرفت. وی توجه دانشجویان را به این زمینه جدید دانش و فناوری جلب کرد. او شاگردان برجسته‌ای را تربیت نمود.

## اولین مراکز شناختی ایران
با تلاش دکتر کارو لوکاس در سال ۱۳۷۵ «پژوهشکده سیستم‌های هوشمند» در مرکز تحقیقات فیزیک نظری و ریاضیات تأسیس شد. ریاست آن مجموعه تا سال ۱۳۷۷ بر عهده وی بود و در فاصله سال ۱۳۷۷ تا ۱۳۸۱ ریاست آن را دکتر شاهین روحانی بر عهده داشت. در سال ۱۳۸۱ پژوهشکده سیستم‌های هوشمند به پژوهشکده علوم شناختی تغییر نام یافت و دکتر حسین استکی ریاست آن را بر عهده گرفت. در همین زمان دوره دکتری علوم اعصاب شناختی در این پژوهشکده طراحی و پس از تصویب ان در وزارت علوم برای اولین بار در ایران به اجرا درآمد.
از سمتی دیگر در سال ۱۳۷۷ به همت دکتر سید کمال خرازی و تنی چند از  استادان  روان‌شناسی و روان‌پزشکی مؤسسه مطالعات علوم شناختی به عنوان یک مؤسسه غیرانتفاعی با هدف انجام پژوهش در زمینه علوم شناختی تأسیس گردید که ریاست آن با دکتر جواد علاقه‌بندراد بود. در سال ۱۳۸۲ این مؤسسه توانست مجوز برگزاری دوره‌های دکتری و کارشناسی ارشد را از وزارت علوم دریافت کند و تحت عنوان «پژوهشکده علوم شناختی» به تربیت دانشجو بپردازد. ریاست این پژوهشکده به ترتیب پس از دکتر علاقه بند راد با دکتر حمید رضا نقوی، دکتر رضا زمانی و دکتر حمید رضا پور اعتماد بوده است.

## گرایش‌های علوم شناختی در ایران
دوره دکتری در رشته‌های علوم اعصاب شناختی (گرایش مغز و شناخت)، روان‌شناسی شناختی، مدلسازی شناختی، زبان‌شناسی شناختی و فلسفه ذهن و همچنین دوره کارشناسی ارشد در رشته‌های «روان‌شناسی شناختی، توانبخشی و ذهن، مغز و تربیت، طرحی خلاقیت و رسانه» را ارائه می‌دهد و سالانه از طریق کنکور سراسری دانشجو می‌پذیرد.

## شکل‌گیری ستاد علوم شناختی
در سال ۱۳۸۷ به منظور توسعه علوم و فناوریهای شناختی در سطح ملی، شورای عالی انقلاب فرهنگی به دکتر خرازی مأموریت داد پیش‌نویس سند راهبردی توسعه این دانش و فناوری نوین را تهیه نماید. این مهم در کارگروهی به ریاست او و با همکاری جمعی از  استادان  رشته‌های مختلف علوم شناختی انجام گرفت و در شورای تخصصی تحول در نظام آموزشی به تصویب اولیه رسید و نهایتاً در سال ۱۳۹۰ در صحن شورای عالی مصوب و توسط رئیس‌جمهور وقت ابلاغ گردید. همچنین در سال ۱۳۹۰ شورای عالی انقلاب فرهنگی با تصویب سند نقشه جامع علمی کشور حوزه علوم شناختی را به عنوان اولویت الف علمی کشور ذکر و معرفی نمود.
از سوی دیگر، وزارت علوم، تحقیقات و فناوری در سال ۱۳۹۰ با تأسیس کمیته علوم و فناوریهای شناختی به تدوین برنامه‌های دوره‌های دکتری و کارشناسی ارشد پرداخت. این کمیته که ریاست آن را دکتر خرازی بر عهده دارد تا به حال با کمک موسسات و  استادان  حوزه‌های مختلف علوم شناختی موفق شده است برنامه درسی دوره‌های دکتری روان‌شناسی شناختی، زبان‌شناسی شناختی، مدلسازی شناختی، فلسفه ذهن را تدوین و به تصویب برساند و برنامه دکتری علوم اعصاب شناختی را مورد بازنگری قرار دهد. همچنین برنامه دوره‌های کارشناسی ارشد روان‌شناسی شناختی و دوره ذهن، مغز و تربیت نیز در همین کمیته تدوین و به تصویب شورای برنامه‌ریزی وزارت رسیده است.
در سال ۱۳۹۱ بر اساس مفاد سند مزبور، ستاد راهبری توسعه علوم و فناوریهای شناختی در معاونت علمی و فناوری رئیس‌جمهور تأسیس و دکتر سید کمال خرازی به دبیری این ستاد منصوب گردید. ستاد عملاً از تابستان سال ۱۳۹۱ کار خود را آغاز و به تمهید مقدمات پرداخت.